# الحجورية (الشاهل)

تعديل مصدري - تعديل

الحجورية هي إحدى قرى عزلة الامرور بمديرية الشاهل التابعة لمحافظة حجة، بلغ تعداد سكانها 138 نسمة حسب تعداد اليمن لعام 2004.